# Bezirk
Der deutsche Begriff Bezirk (von mittelhochdeutsch zirc aus lateinisch circulus ‚Kreis‘, Abkürzungen: Bez./Bz.) bezeichnet ein abgegrenztes Gebiet, einen Landstrich, eine Region, insbesondere aber eine hierarchische Gliederungstufe der Verwaltungsgliederung. In der Abgrenzung bzw. Gegenüberstellung der Begriffe ‚Kreis‘ und ‚Bezirk‘ gibt es historische und regionale Unterschiede.

## Bedeutung Stadtbezirk nach Ländern

### Deutschland
In Deutschland ist die Bildung von verwaltungstechnischen und politischen Stadtbezirken in den Gemeindeordnungen der Länder geregelt. Größere Städte sind danach oft zur Untergliederung in Stadtbezirke verpflichtet. Die formelle Einrichtung der Stadtbezirke erfolgt durch Beschluss des Stadtrats und wird in der Hauptsatzung verankert. Die individuellen Bezeichnungen für Stadtbezirke variieren oftmals je nach Stadt. So heißen sie beispielsweise in Hamburg und Berlin schlicht Bezirke; zur Zeit der DDR wurden die Bezirke in Ost-Berlin Stadtbezirke genannt, weil der Begriff Bezirk belegt war. In Hessen und Rheinland-Pfalz wird dagegen einheitlich der Begriff Ortsbezirk gebraucht, da in diesen Ländern sowohl Städte als auch Gemeinden ohne Stadtstatus Bezirke bilden können.

### Österreich
In Österreich gibt es in einigen Städten nominelle Stadtbezirke (Graz, Klagenfurt; siehe Liste der Stadtbezirke von Graz und Stadtgliederung von Klagenfurt) oder Gemeindebezirke (Wien; siehe Wiener Gemeindebezirke). In anderen Städten wie etwa Salzburg spricht man hingegen von Stadtteilen. Linz war bis 2013 ebenfalls in Stadtteile unterteilt, die sich wiederum in statistische Bezirke gliederten. Dieses System wurde 2014 von der Gliederung in statistische Bezirke abgelöst, die meist größer als die ehemaligen statistischen Bezirke, aber kleiner als die ehemaligen Stadtteile sind.
Nur die 23 Wiener Gemeindebezirke und die 17 Grazer Stadtbezirke verfügen über eigene, gewählte politische Vertretungskörper, die in Wien Bezirksvertretungen und in Graz Bezirksräte genannt werden.
Eine weitere Art von Stadtbezirken ist in vielen Gemeinden – außer in Zählsprengelgemeinden – der Zählbezirk, der bevölkerungsstatistischer Natur ist. In Städten, die keine Zählbezirke haben, sind diese auch in der Stadtgliederung verankert (etwa in Linz); in manchen decken sich Zählbezirke und Stadtteile, in anderen nicht.
Manche Gemeinden gliedern sich schließlich in Ortschaften (etwa Innsbruck; dort sind diese zugleich Stadtteile).

### Schweiz
In der Schweiz ist für einen Stadtbezirk der Begriff Stadtkreis üblich.

### Tschechien
Die tschechische Hauptstadt Prag ist in 22 Verwaltungsbezirke aufgeteilt.

## Begriffsverwendung

### Verwaltungseinheit
Stadtbezirke als Verwaltungseinheiten unterhalb der Stadtverwaltung werden in Großstädten eingerichtet, um sie bürgernah verwalten zu können. Beispiele sind die Berliner, Hamburger, Wiener, Pariser oder Londoner Bezirke.
Solche Stadtbezirke (auch: Verwaltungsbezirk, Gemeindebezirk) haben eine direkt gewählte Vertretung und einen eigenen Bürgermeister (die Bezeichnungen und Kompetenzen sind je nach Stadt verschieden).
In Nordrhein-Westfalen gibt es nach der Gemeindeordnung Stadtbezirke mit Bezirksvertretungen in den kreisfreien Städten. In Niedersachsen können Stadtbezirke in kreisfreien Städten oder Städten mit mehr als 100.000 Einwohnern eingerichtet werden. Das Gremium oder dessen einzelnes Mitglied heißt dann Stadtbezirksrat.
Der Stadtbezirk hat eine eigene Bezirksvertretung, oft Bezirksbeirat oder Bezirksversammlung genannt, in Nordrhein-Westfalen Bezirksvertretung, in Niedersachsen Stadtbezirksrat, die bei oder nach jeder Kommunalwahl neu gebildet wird. Je nach Land wird das Gremium direkt vom Volk gewählt oder durch den Stadtrat bestellt. Der Stadtbezirk hat einen Bezirksvorsteher oder Bezirksamtsleiter, der hauptamtlich oder ehrenamtlich tätig ist und in Berlin und den niedersächsischen Städten offiziell Bezirksbürgermeister heißt (in anderen Bundesländern vereinzelt inoffiziell so benannt wird). Als Verwaltungsstelle des Stadtbezirks dient ein eigens eingerichtetes Bezirksamt. Die Bezeichnungen Bezirksbeirat, Bezirksvorsteher, Bezirksbürgermeister oder Bezirksamt können aber von Land zu Land abweichen.
Die fehlende oder ungleichgewichtige Vertretung von einzelnen Stadtteilen oder Vierteln innerhalb der Stadtbezirke kann zu einem Demokratiedefizit und zu politischen oder sozialen Konflikten führen. In Nordrhein-Westfalen kann zu jeder Kommunalwahl in den kreisfreien Städten die Zahl der Stadtbezirke geändert werden, was in der Regel zu heftigen und emotionalen Diskussionen führt.

### Statistische Einteilung
Sogenannte Stadtbezirke können jedoch auch kleinräumige statistische Gebiete innerhalb von Städten sein, die nichts mit der vorgenannten Selbstverwaltungseinheit Stadtbezirk zu tun haben, ein Beispiel hierfür sind die Stadtbezirke von Frankfurt am Main. Die innerstädtischen Unterteilungen mit Selbstverwaltung heißt dort stattdessen Ortsbezirk.
Neben Verwaltungsbezirken definieren Städte zum Zwecke der kleinräumigen Darstellung statistischer Daten auch Statistische Bezirke als Ebene der Kleinräumigen Gliederung.

### Weitere Bedeutungen
Daneben bezeichnen auch viele Organisation (Unternehmen, Parteien, Gewerkschaften, Sportverbände etc.) ihre regionalen Organisations- oder Verwaltungseinheiten als Bezirke. In der Forstverwaltung gibt es, zum Beispiel, Forstbezirke.

## Abgrenzung zum Stadtteil
Der Begriff Stadtteil bezeichnet vorrangig eine geographische Einteilung. In kleineren Städten werden die Begriffe häufig synonym verwendet.
Die Abgrenzung zum Begriff Stadtbezirk ist nicht einheitlich. Ein Stadtbezirk als Verwaltungseinheit oder statistische bzw. planerische Einheit kann:
- mehrere Stadt-/Ortsteile umfassen (z. B. Berlin: Der Bezirk Tempelhof-Schöneberg umfasst die sechs Ortsteile Schöneberg, Friedenau, Tempelhof, Mariendorf, Marienfelde und Lichtenrade). Diese Variante ist in deutschen Großstädten die Regel;
- identisch mit einem Stadtteil sein (z. B. München, Stadtteil und Stadtbezirk Laim);
- einen Teil eines Stadtteils umfassen (z. B. in Frankfurt am Main heißt die oberste Ebene Ortsbezirk, es gibt dort 124 Stadtbezirke);
- aus diesen Formen gemischt sein (z. B. München, der Stadtteil Giesing ist Bestandteil der Stadtbezirke Obergiesing-Fasangarten und Untergiesing-Harlaching, die außer den Teilen Giesings weitere Stadtteile enthalten).
- in Hof wurde die Gliederung anders vorgenommen. Mehrere Ortsteile, in die das gesamte Stadtgebiet gegliedert ist, bilden Stadtteile.

## Staatliche Verwaltungseinheiten

### Belgien
In Belgien sind die Provinzen in insgesamt 43 Bezirke eingeteilt. Auf Französisch heißen sie arrondissements, auf Niederländisch arrondissementen, werden aber im belgischen Amtsdeutsch offiziell als Bezirke bezeichnet, während daneben inoffiziell auch im Deutschen der Begriff Arrondissement benutzt wird. Die Gleichsetzung der Bezeichnungen „Bezirk“ und „Arrondissement“ ist zwar in Belgien amtlich, kann aber nicht einfach auf andere Staaten übertragen werden. Diese Bezirke sind reine Verwaltungseinheiten, ohne eigene politische Entscheidungsbefugnisse.

### Deutschland
In Deutschland wird der Begriff für folgende (teilweise in ihrer räumlichen Ausdehnung jedoch vergleichbare) regionale Verwaltungsebenen verwendet:
- die in der preußischen Verwaltungsreform 1815 geschaffenen und später von anderen Ländern übernommenen Regierungsbezirke, an deren Spitze ein Regierungspräsident steht. In Niedersachsen wurden die nicht aus der preußischen Provinz Hannover, sondern aus den Ländern Oldenburg und Braunschweig hervorgegangenen Bezirke Verwaltungsbezirke genannt. Außerdem gab es bis 1928 in Preußen Gemeinde- bzw. Gutsbezirke. Im Land Württemberg-Baden existierten die beiden Landesbezirke Baden und Württemberg.
- die 14 Bezirke der DDR und die Hauptstadt Berlin (ab 1961 in der offiziellen Funktion eines Bezirks[4]). Oberstes Gremium war der Rat des Bezirks.
- In Bayern gibt es außerdem neben den (staatlichen) Regierungsbezirken als kommunale Körperschaften sogenannte Bezirke, die mit den gleichnamigen Regierungsbezirken deckungsgleich sind. Damit gibt es für dasselbe geografische Gebiet jeweils eine Bezirksregierung als staatliche Behörde mit dem Regierungspräsidenten an der Spitze und eine kommunale Bezirksverwaltung, die dem direkt gewählten Bezirkstag verantwortlich ist. Ähnliches gilt für den Bezirksverband Pfalz, mit dem Unterschied, dass bei ihm das Gebiet der staatlichen Verwaltungsbehörde (heute Struktur- und Genehmigungsdirektion Süd) seit 1968 ein größeres Gebiet umfasst als den bis dahin deckungsgleichen Regierungsbezirk Pfalz.

Historisch
Die Verwendung der Bezeichnung „Bezirk“ für die höhere Verwaltungseinteilung und „Kreis“ für die niedrigere stammt aus Preußen und wurde erst 1939 auf die übrigen Länder übertragen. Vorher wurde in Bayern, Württemberg und Sachsen die höhere Ebene als Kreis bzw. Kreishauptmannschaft bezeichnet und die niedrigere als Bezirk, Oberamt bzw. Bezirkshauptmannschaft.
Im Kurfürstentum Hessen wurden die Provinzen nach der Märzrevolution 1848 aufgelöst und durch neun Bezirke ersetzt, deren Zuschnitt etwa heutigen Landkreisen entsprach. Diese Neuregelung wurde bereits 1851 rückgängig gemacht. Siehe hierzu Bezirk (Kurfürstentum Hessen). Noch in der bayerischen Verfassung von 1946 wurden wieder die althergebrachte Bezeichnungen verwendet, also „Kreis“ für den Bezirk und „Bezirk“ für den Landkreis.
Bei der Annexion Elsass-Lothringens 1871 durch das Deutsche Reich wurde dort die französische Verwaltungseinteilung nach preußischem Muster umbenannt, die Départements wurden zu Bezirken und die Arrondissements zu (allerdings erheblich verkleinerten) Kreisen. Für die unter den Arrondissements/Kreisen liegende Ebene der Cantons wurde die französische Bezeichnung ins Deutsche übernommen.

### Österreich
In Österreich sind die 94 Politischen Bezirke (15 Statutarstädte (Stadtbezirke), 79 Landbezirke – in Vorarlberg und Niederösterreich Verwaltungsbezirke) Verwaltungseinheiten zwischen Bundesland und Gemeinde, genießen im Gegensatz zu diesen jedoch keine Selbstverwaltungsrechte. Ihr Spitzenbeamter ist ein – ernannter – Bezirkshauptmann (bzw. in den Statutarstädten der Bürgermeister). Zudem gibt und gab es auch Politische Exposituren, die eine Art Außenstelle der Bezirkshauptmannschaft sind.
Statistisch werden die österreichischen Bezirke zu 35 NUTS-3-Regionen zusammengefasst.
Der Begriff Bezirk taucht im Kaisertum Österreich als Verwaltungseinheit der österreichischen Militärgrenze in Anlehnung an die 18 Regimentsbezirke auf. Neben den Politischen Bezirken gibt es außerdem (nicht immer deckungsgleich) Gerichtsbezirke als zuständiger Sprengel eines Bezirksgerichts.

### Schweiz
In der Schweiz ist ein Bezirk in fast allen Kantonen eine administrative Unterteilung des Kantons. Ausnahme ist der Kanton Schwyz, wo die sechs Bezirke Gebietskörperschaften sind. Sie wird in einigen Kantonen auch Distrikt, Kreis, Amtei oder Region, früher auch Amt oder Amtsbezirk genannt.
Im Kanton Appenzell Innerrhoden ist Bezirk die Bezeichnung für (politische) Gemeinde.

### Südtirol
Südtirol verwendet einen zu Österreich analogen Begriff Bezirk, kennt darüber hinaus auch Bezirksgemeinschaften auf Ebene der Talschaften als Gliederungselemente.

## Übersetzungen
Ist die Verwendung des Begriffs Bezirk schon im deutschen Sprachraum uneinheitlich, so ist die Übersetzung von Verwaltungsbezeichnungen aus anderen Ländern und Sprachen erst recht problematisch. Zumeist werden dabei Analogien zur Verwaltungseinteilung Preußens oder derjenigen der DDR herangezogen, in Donauländern stattdessen österreichische.

### Volksrepublik China
Chinesische Verwaltungseinheiten werden auf Deutsch nach preußischem Vorbild in absteigender Reihenfolge als Provinz, Bezirk, Kreis und Gemeinde bezeichnet. In der Volksrepublik China heißt die höchste Gebietskörperschaft innerhalb einer Provinz chinesisch 地, Pinyin dì, was wörtlich ‚Land‘ bedeutet, aber gewöhnlich mit „Bezirk“ übersetzt wird (früher manchmal auch „Präfektur“). Je nach Anteil ländlicher und städtischer Siedlungen sowie nicht han-chinesischer Bevölkerung wird unterschieden zwischen 地区,  dìqū „Regierungsbezirk“ (wörtlich ‚Landbereich‘), 地級市,  dìjíshì, „bezirksfreie Stadt“ (wörtlich ‚Land-Rang-Stadt‘, also Stadt vom Rang eines Landes) und 自治州,  zìzhìzhōu – „selbst regierender/s Teilstaat/Bundesland“ autonomem Bezirk. Außer in den dünn besiedelten Randregionen haben inzwischen die meisten Bezirke den Status einer bezirksfreien Stadt. Deren Untergliederungen vom Rang eines Kreises, chinesisch 縣 / 县,  xiàn, werden unterschieden nach Stadtbezirken, chinesisch 市辖区,  shìxiáqū – „städtisch verwalteter Bereich“ mit rein städtischem Charakter, englisch city district, dann Kreisfreien Städten, chinesisch 县级市,  xiànjíshì – „Stadt vom Rang eines Kreises“, mit großem städtischem Anteil, aber auch ländlichen Bereichen, sowie gewöhnlichen Kreisen (县,  xiàn) und autonomen Kreisen 自治县,  zìzhìxiàn – „selbst regierender Kreis“, letztere mit nennenswertem Bevölkerungsanteil nationaler Minderheiten.

### Finnland
Die seutukunta in Finnland liegt in der Hierarchie zwischen der oberen (obersten) Einteilung des Landes in Landschaften (finnisch maakunta, schwedisch landskap) und der Gemeindeebene. In Schwedisch, der zweiten Landessprache Finnlands, heißt diese Verwaltungseinheit ekonomisk region. Von der Funktion her ist sie eher eine Verwaltungsgemeinschaft. Trotzdem wird seutukunta auch mit „Bezirk“ übersetzt.

### Indonesien
In Indonesien gibt es unterhalb der Provinzen und oberhalb der Distrikte die 501 Regierungsbezirke (Kabupaten). Sie werden auch als Verwaltungsbezirke bezeichnet, im Englischen und Niederländischen übersetzt man sie als ‚Regentschaft‘, was dem indischen Herkunftswort entspricht und der vorkolonialen Bedeutung. Auf der gleichen Ebene wie ein Kabupaten steht eine Stadt (Kota).

### Island
Island ist in vier landsfjórðungar eingeteilt, was gerne mit „Bezirke“ übersetzt wird.

### Tschechien
In Tschechien gab es bis 2002 Verwaltungseinheiten, die Okresy („Bezirke“) hießen.

### Ungarn
Ungarn wurde schon bald nach seiner mittelalterlichen Staatsgründung in Megye eingeteilt. Im Deutschen und Französischen wird der Begriff zumeist mit Komitat/Comitat wiedergegeben, abgeleitet von lateinisch comitatus („Grafschaft“). Diese Einteilung wurde nach der Türkenherrschaft wiederhergestellt (63 Megye) und hat sich bis in die Gegenwart erhalten. Seit dem Zweiten Weltkrieg gibt es 19 Megye und die Hauptstadt Budapest. Als Ebene darunter wurden im Kaisertum Österreich die Járás eingerichtet, auf Deutsch „Bezirke“ nach österreichischer Definition. 1983/84 durch Város- und Nagyközség (Stadt- bzw. Großgebiete), 1994 durch Kistérség (Kleingebiete) ersetzt, wurden die Járás 2013 wiederhergestellt. Jetzt gibt es 175 Járás, davon 23 in Budapest.

### Ukraine
In der Ukraine bilden die Oblaste wie schon in den Sowjetrepubliken die oberste Gebietseinteilung. Oblast kann auch mit Bezirk übersetzt werden. Dem Bezirk entsprechen aber hier die weiteren Gebietsunterteilungen, die Rajon genannt werden.

#### Historisch
Der Bezirk war Verwaltungseinheit im Königreich Galizien und Lodomerien und im Herzogtum Bukowina.

### Englischsprachige Staaten
In England sind die Countys (Grafschaften) seit 1965 in Districts eingeteilt, was manchmal mit „Bezirke“ übersetzt wird. Zuschnitt und Kompetenzen dieser Verwaltungseinheiten weisen erhebliche Unterschiede auf. In überwiegend ländlich geprägten Grafschaften gibt es Non-Metropolitan Districts, zu denen aber auch der eine oder andere „Stadtkreis“ gerechnet wird. In Ballungsgebieten gibt es Metropolitan Districts, die oft als Boroughs bezeichnet werden, z. B. die London Boroughs. Seit den 1990er Jahren wurden manche Städte in Ballungsgebieten, aber auch die eine oder andere ganze Grafschaft, in Unitary Authorities umgewandelt.
In Schottland gab es von 1889 bis 1975 ebenfalls Grafschaften, seit 1996 gibt es unterhalb der Landesverwaltung nur noch eine einzige Verwaltungsebene, die 32 Council Areas (Großgemeinden).
In Wales, das seit dem Mittelalter bis 1975 in Grafschaften und anschließend stattdessen in 37 Distrikte eingeteilt war, gibt es seit 1996 ebenfalls eine einstufige Verwaltung, wobei die Großgemeinden hier Principal Areas heißen.
In den USA werden die Wahlkreise als districts bezeichnet. Und weil das Gebiet der amerikanischen Bundeshauptstadt District of Columbia genannt wird, bezeichnen auch mehrere andere Staaten ihr Hauptstadtterritorium in der jeweiligen Landessprache als „Bundesdistrikt“ oder „Nationaldistrikt“.
Die neun Provinzen Südafrikas sind in insgesamt 52 Distrikte eingeteilt. Die acht größten Städte bilden dabei Metropolitan Districts.

### Französischsprachige Staaten
Frankreich und nach französischem Vorbild auch der Senegal sind in Regionen, Départements und Arrondissements eingeteilt, Haiti entsprechend der früheren französischen Situation nur in Départements und Arrondissements. Da Département und Arrondissement gleichermaßen mit „Bezirk“ übersetzt werden können, dient es der Klarheit, auch im Deutschen die Originalbezeichnungen zu verwenden. Der kanadische Teilstaat („Provinz“) Québec ist in 17 régions administratives  („Verwaltungsgebiete“, man könnte auch „Verwaltungsbezirke“ sagen) eingeteilt, unterhalb davon gibt es 82 municipalités régionales de comté („Regionale Grafschaftsgemeinden“), die wiederum zusammen mehr als tausend municipalités locaux (Ortsgemeinden) umfassen, und zwei communautés métropolitaines („Großstädtische Gemeinschaften“). In der Welschschweiz ist die Bezeichnung District üblich, die auch auf Deutsch genutzt wird (Distrikt).

### Spanischsprachige Staaten
Bei den Verwaltungsgliederungen spanischsprachiger Staaten gibt es eine große Vielfalt der Strukturen und der Benennungen; Provincia heißen in Argentinien die Bundesstaaten, in Spanien die zweituntersten Ebenen. Departamentos bilden in Argentinien die zweitunterste Ebene, in Kolumbien die einzige zwischen dem Gesamtstaat und den Municipios („Gemeinden“). In Kuba bilden die Provincias diese Ebene. In Venezuela werden die Gliederungen der zweituntersten Ebene als Municipios bezeichnet, darunter gibt es noch die Parroqíuas (wörtlich „Pfarrgemeinden“). In Ecuador liegen zwischen Parroquías und Provincias die Cantones. Guatemala ist in acht Regiones, darunter 22 Departamentos und 334 Municipios (Gemeinden), eingeteilt. In Mexiko gibt es zwischen den Bundesstaaten und den Gemeinden keine weitere Verwaltungsebene. Für die meisten Gliederungsbezeichnungen zwischen Gesamtstaat und Gemeinde gibt es also deutsche Formen, die nicht weniger geläufig sind als das Wort Bezirk, oder das spanische Wort ist in seiner französischen Entsprechung bekannt.